# Il tesoro (film 1923)
Il tesoro è un film tedesco del 1923, diretto da Georg Wilhelm Pabst, tratto dal romanzo omonimo di Rudolf Hans Bartsch.

## Trama
Il mastro campanaro Svetocar, con la moglie Anna, la figlia Beate e l'aiutante Svetelenz, tiene officina ed abitazione in un edificio ricostruito dopo che l'avanzata ottomana del lontano 1683 lo aveva quasi completamente raso al suolo. Correva voce che gli Asburgo, incalzati dai turchi, avessero nascosto un tesoro nelle vicinanze. Svetelenz è convinto che il tesoro si trovi proprio all'interno dell'edificio, e, per quanto venga deriso, ogni notte si mette a cercarlo con l'aiuto di una bacchetta da rabdomante che si è costruito secondo i più stretti dettami dell'arte magica.
Nel frattempo giunge dalla città il giovane orafo Arno, che si fermerà per qualche tempo all'officina del mastro campanaro, per eseguire gli ornamenti aurei di un sistema di campane da poco forgiato da Svetocar. Arno e Beate si innamorano, e Arno inizia a sua volta, convinto da Beate, a cercare il tesoro, con un mazzuolo col quale sonda le pareti, mezzo che ritiene più adeguato della rabdomanzia al fine propostosi.
Mentre Anna, visto il clima di caccia al tesoro che si è instaurato, continua a cambiare compulsivamente il nascondiglio dei pochi risparmi che ha accumulato, Arno trova infine il tesoro. Ma Svetelenz lo ha spiato, e propone al padrone di allontanare il giovane orafo dalla proprietà, in modo da aver tempo di dissotterrare il tesoro prima che Arno possa rivendicarne almeno una quota.
Beate ed il diffidente Arno vengono quindi, con un pretesto, mandati in una vigna poco distante, dove, consapevoli che in tal modo potrebbero perdere la propria parte del tesoro, preferiscono rimanere in camporella , avendo ciascuno nell'altro/a il proprio tesoro.
I tre rimasti a casa si spartiscono il tesoro. Svetelenz propone ai genitori di Beate di rinunciare alla propria parte in cambio della figlia, della quale era da sempre invaghito. I genitori accettano senza batter ciglio.
I giovani tornano dalla vigna. Beate, disgustata, rifiuta di essere venduta, ed abbandona la casa, seguita da Arno. Svetelenz rivendica allora di nuovo la propria parte del tesoro, e si giunge ad una colluttazione nella quale l'aiutante rimane tramortito, e dopo la quale il mastro campanaro e la moglie si chiudono nella propria stanza col tesoro. Svetelenz, ripresosi, in un accesso di rabbia continua ad abbattere la parete, in cerca di ulteriori preziosi. Ma la parete è quella di una colonna portante dell'edificio, che improvvisamente crolla seppellendo quanti vi si trovano dentro, insieme al tesoro.
Beate ed Arno assistono al crollo da lontano, e continuano per la loro strada.